# Heinrich Julius von Blume
Heinrich Julius Frhr. von Blum (* 6. Dezember 1624 in Braunschweig; † 13. Juli 1699 in Prag) war ein kurmainzischer Archivar und Geheimer Rat sowie kaiserlicher Diplomat, zuvor auch ein evangelischer Theologe und Hochschullehrer.

## Familie

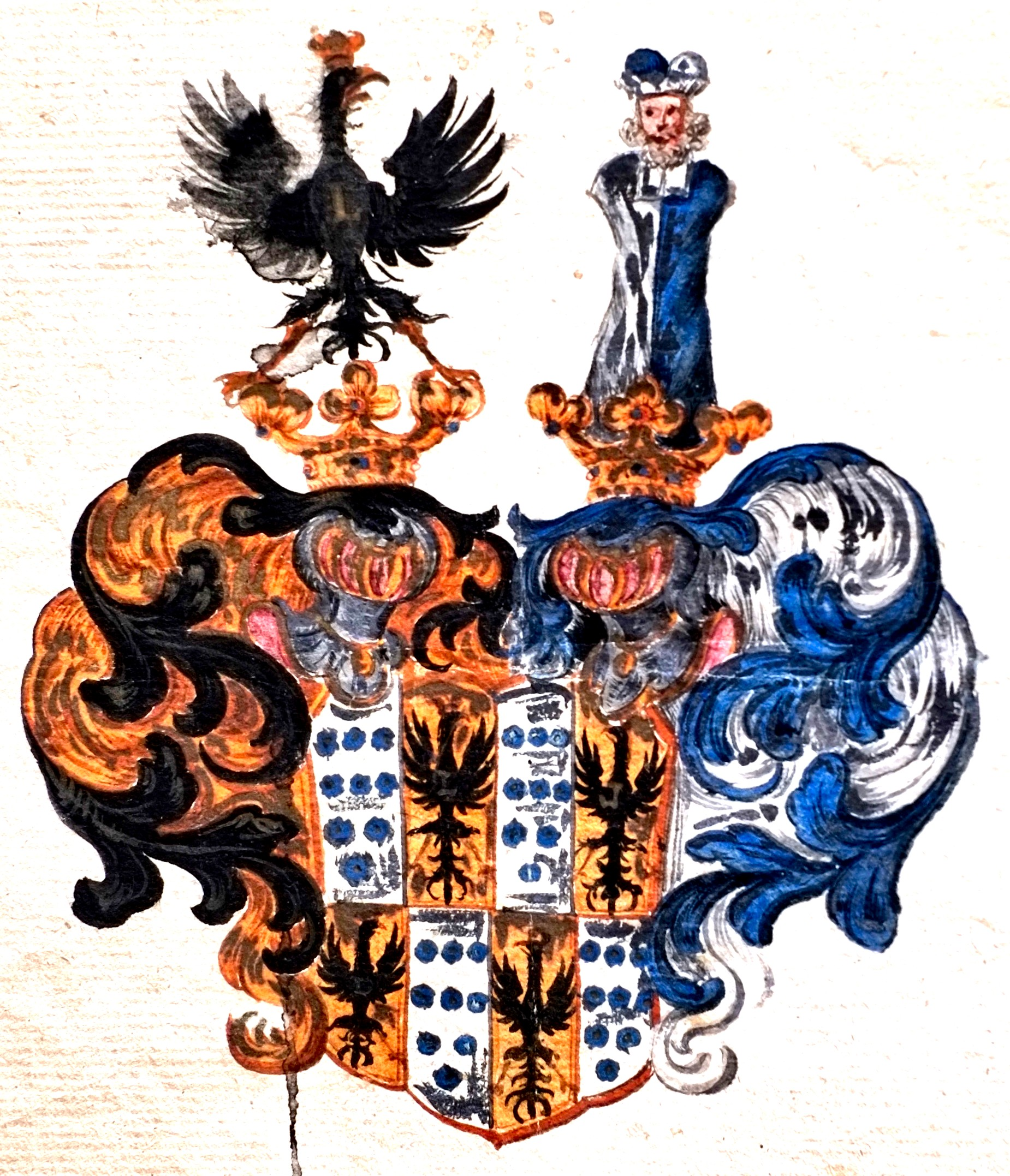
Wappen des Heinrich Julius von Blume (1624–1699) aus dem Adelsbrief

Heinrich Julius von Blume entstammte dem niedersächsischen Patriziergeschlecht Blome beziehungsweise von Blum. Er war Sohn des Kammerrats und Erbherrn auf Stemmen Christoph Blome (1589–1659) und der Anna Reiche, Tochter des fürstlich wolfenbüttelschen Sekretärs Hartwig Reiche und der Magadalena Höfer. Einer seiner Brüder war der spätere Konsistorialrat und Hofgerichtsassessor Friedrich Ulrich von Blum (1619–1670). Weitere Brüder waren der Landrentmeister Johann Hartwig Blume (1621–1663) und der Advokat Christoff Wilhelm Blume (1622–1652).
Am 15. April 1662 wurde er in den Ritterstand und mit Diplom am 29. Juli 1665 von Leopold in den Freiherrenstand erhoben. Um 1666 heiratete von Blume ein „am kaiserlichen Hofe erzogenes Fräulein“ und informierte darüber seinen Landesherrn Johann Friedrich, den Fürsten von Lüneburg und von Calenberg, der laut einer ins hannoversche Staatsarchiv gelangten Akte die Standeserhöhung genehmigte.

## Werdegang
Gemeinsam mit diesem und einem anderen Bruder sowie einem weiteren Verwandten aus der hannoverschen Familie wurde Blume am 26. Mai 1637 an der Universität Helmstedt als „Wolferbitanus“ immatrikuliert. Er disputierte 1647 unter dem Vorsitz Georg Calixts über Privatmessen und unter dem Vorsitz Hermann Conrings über die mittelalterliche Bistumsverfassung in Deutschland.
Da Blume sich besondere historische Kenntnisse erworben hatte, wurde er 1650 auf eine Professur für Kirchengeschichte berufen. Als im Herbst 1651 in Wolfenbüttel die Kunde von Herzog Johann Friedrichs in Rom geplantem Übertritt zum Katholizismus eintraf, wurde Blume dorthin entsandt, um den Herzog von seiner Konversion abzubringen. Blume kam allerdings nicht nur zu spät in Rom an, sondern entwickelte dort selbst eine Neigung zum Katholizismus. Deshalb verzichtete er auf die Helmstedter Professur und konvertierte im Folgejahr 1653 auf dem Immerwährenden Reichstag in Regensburg – ähnlich wie sein ebenfalls in Helmstedt geschulter Kollege Johann Christian von Boyneburg – öffentlich zur katholischen Konfession.
Dank Empfehlungen Conrings und von Boyneburgs besonders für archivalische Studien trat Blume nun in die Dienste des Mainzer Erzbischofs und Kurfürsten Johann Philipp von Schönborn, der ihn beim Mainzer Reichsarchiv anstellte, wo er sich insbesondere mit der Streitfrage über das Recht der Kaiserkrönung beschäftigen sollte. 1656 veröffentlichte er eine Schrift, in der das Recht des Mainzer Kurfürsten gegen den Anspruch des Kölner Kurfürsten verteidigte.
Unterdessen hielt Blume seine Verbindung zu Herzog August von Braunschweig-Wolfenbüttel, für dessen Wolfenbütteler Bibliothek er wertvolle Handschriften sammeln sollte.

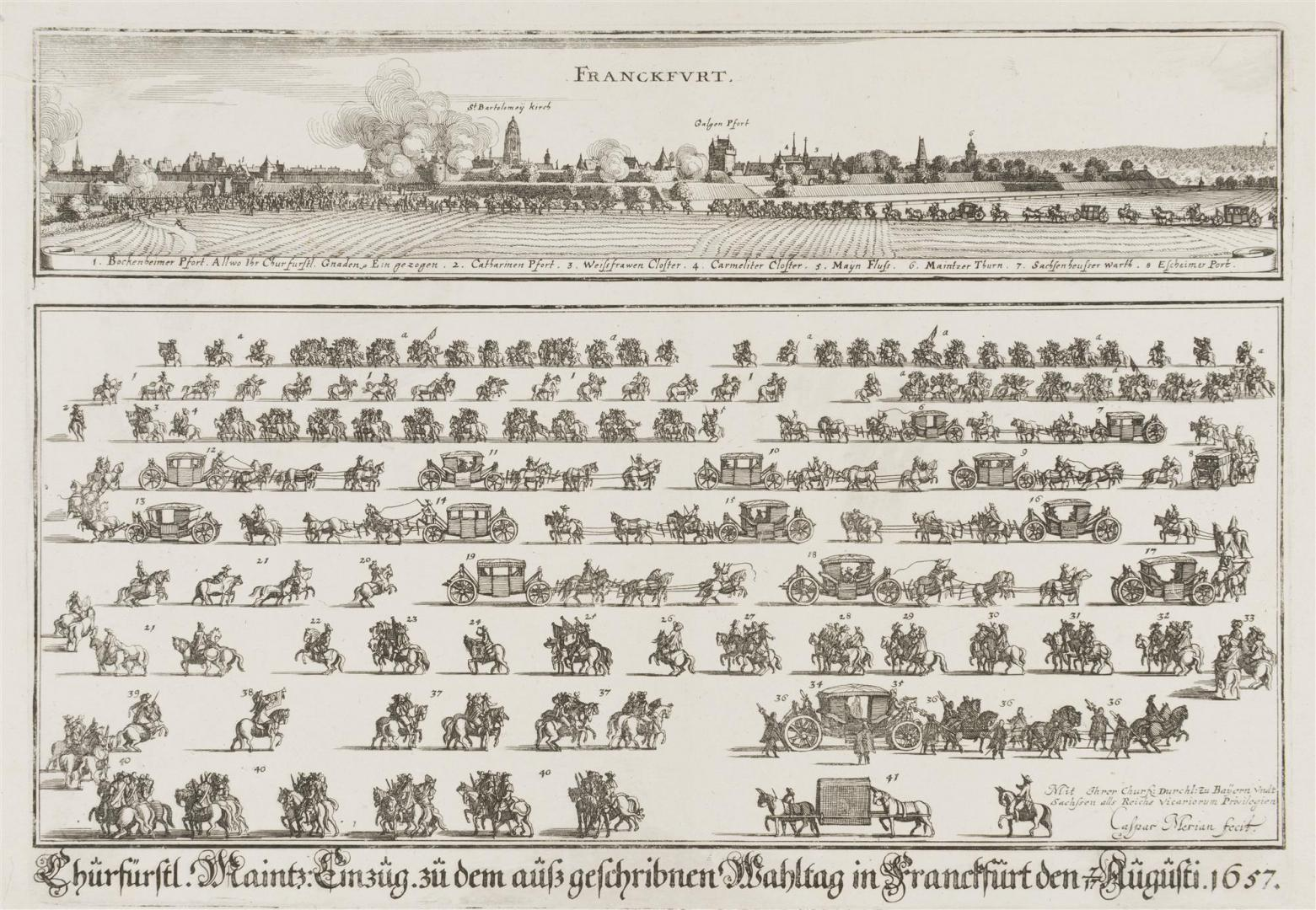
Einzug des kurmainzischen Erzbischofs Johann Philipp von Schönborn mit Gefolge, darunter von Blum, am 17. August 1657 zur Wahl und Krönung von Kaiser Leopold I. in Frankfurt am Main;
Kupferstich von Caspar Merian, 1658, Historisches Museum Frankfurt

1657 besuchte Blume im Gefolge seines Mainzer Kurfürstens den „Wahltag“ in Frankfurt am Main zur Wahl und Krönung von Kaiser Leopold I. Zudem sollte er auftragsgemäß dem Frieden zwischen Frankreich und Spanien zuarbeiten. Zu dieser internationalen Aufgabe wurde von Blume auch an den Hof in Madrid und 1658 nach Paris gesandt.
1660 begab sich Blume erneut auf eine Reise nach Rom und hielt sich anschließend länger in Wien auf, um dort eine Stellung am kaiserlichen Hof zu erlangen. Noch im selben Jahr klagte Conring, Blume kümmere sich nicht mehr um die Verstärkung der Reichsfürsten gegen das Österreich „durch ihre Anschließung an die Nachbarn“. 1662 hielt Conring von Blume einen zweiten Abfall gegen das Vaterland, „a nostris partibus“ vor, 1663 bestätigte Boineburg die schlimmste Wendung: Blume war aus den kurmainzischen in die Dienste der Habsburger am kaiserlichen Wiener Hofes übergetreten, wo er 1663 oder am 29. Juli 1665 seine Standeserhebung in den Adelsstand zum Freiherrn beziehungsweise Baron erhielt und zudem zum Kaiserlichen Rat ernannt wurde.
Später wurde Frhr. von Blume in Prag Mitglied, 1665 Rat und spätestens 1672 Vizepräsident des dortigen Appellationsgerichts. Unterdessen hatte er von 1667 bis 1668 auch als kaiserlicher Resident in Dresden gewirkt.
Auch von Prag aus lieferte der nunmehrige Baron an Herzog Anton Ulrich gekaufte oder überlassene Codices für dessen Wolfenbütteler Bibliothek. Noch 1688 bat ihn Gottfried Wilhelm Leibniz schriftlich von Wolfsburg aus „um Hülfe und Empfehlung“ bei seinen historischen Arbeiten zur Geschichte von Braunschweig-Lüneburg. Von Blume antwortete auch, doch dessen Brief dürfte bei der Leibniz von seinem Landesherrn gestellten Aufgabe „nicht viel geholfen haben.“
1689 kaufte von Blume „die berühmten Weißenburger Manuskripte“ aus dem elsässischen Kloster Weißenburg für die Wolfenbütteler Bibliothek an.
Frhr. von Blume starb 1699 im Alter von 74 Lebensjahren in Prag.

## Leibniz-Briefwechsel
Neben einem auf den 20. Januar 1688 von Leibniz datierten Brief an Blume sind insgesamt 19 Briefe Blumes an Leibniz erhalten. Der Leibniz-Briefwechsel wurde zum Weltdokumentenerbe der UNESCO erklärt.